# Michał Ornatkiewicz (1893–1940)
Michał Eustachy Ornatkiewicz, ps. Steciński (ur. 20 września 1893 w Opatowie, zm. wiosną 1940 w Charkowie) – porucznik broni pancernych rezerwy Wojska Polskiego, działacz niepodległościowy, inżynier, nauczyciel, ofiara zbrodni katyńskiej.

## Życiorys
Urodził się 20 września 1893 w Opatowie, ówczesnym mieście powiatowym guberni radomskiej, w rodzinie Mieczysława Wojciecha (1865–1951) i Jadwigi ze Stecińskich (1874–1925). Był starszym bratem Mieczysława (1895–1976), doktora wszech nauk lekarskich, podporucznika lekarza pospolitego ruszenia Wojska Polskiego.
W czasie I wojny światowej walczył w szeregach I Korpusu Polskiego w Rosji. Od 1918 pełnił służbę w Wojsku Polskim. W latach 1918–1921 walczył w szeregach 8 pułku artylerii polowej. W 1921 został urlopowany z wojska w celu ukończenia studiów. W roku 1921/1922 ukończył studia na Wydziale Mechanicznym Politechniki Warszawskiej z dyplomem inżyniera mechanika. Od 1 lutego do 1 września 1922 był asystentem na Wydziale Mechanicznym PW. 3 maja 1922 został zweryfikowany w stopniu podporucznika ze starszeństwem od 1 czerwca 1919 i 24. lokatą w korpusie oficerów artylerii. Później został przeniesiony do rezerwy i przydzielony w rezerwie do macierzystego pułku, który stacjonował w Płocku. 29 stycznia 1932 prezydent RP nadał mu stopień porucznika z dniem z 2 stycznia 1932 i 8. lokatą w korpusie oficerów rezerwowych artylerii. W tym czasie posiadał przydział w rezerwie do 7 pułku artylerii lekkiej w Częstochowie. Później, w tym samym stopniu i starszeństwie, został przeniesiony do korpusu oficerów samochodowych i przydzielony w rezerwie do 4 dywizjonu samochodowego w Łodzi. W związku z wejściem w życie dekretu prezydenta RP z 12 marca 1937 o służbie wojskowej oficerów i likwidacją dotychczasowego korpusu oficerów samochodowych został przeniesiony do nowo utworzonego korpusu oficerów broni pancernych i przydzielony w rezerwie do 5 batalionu pancernego w Krakowie.
W 1932 w Dąbrowie Górniczej wydał, nakładem własnym, pracę „Termodynamika Techniczna”. W latach 30. XX w. pracował jako nauczyciel w Śląskich Technicznych Zakładach Naukowych w Katowicach. W drugiej połowie lat 30. powierzono mu pełnienie obowiązków wizytatora w Wydziale Oświecenia Publicznego Urzędu Wojewódzkiego Śląskiego w Katowicach, a z dniem 1 listopada 1938 został mianowany wizytatorem w tym wydziale.
W sierpniu 1939 został zmobilizowany na stanowisko dowódcy kolumny samochodów ciężarowych typ I nr 552, która została przeznaczona dla Armii "Kraków". W czasie kampanii wrześniowej 1939 dostał się do niewoli sowieckiej i został osadzony w obozie w Starobielsku. Wiosną 1940 został zamordowany przez funkcjonariuszy NKWD w Charkowie i pogrzebany w bezimiennej, zbiorowej mogile w Piatichatkach, gdzie od 17 czerwca 2000 mieści się oficjalnie Cmentarz Ofiar Totalitaryzmu w Charkowie. Figuruje na tzw. liście Gajdideja (poz. 2465).
Jego symboliczny grób znajduje się w grobie rodzinnym na cmentarzu Parafii św. Marcina w Opatowie (sektor 4, rząd 1, grób 11).
5 października 2007 minister obrony narodowej Aleksander Szczygło mianował go pośmiertnie na stopień kapitana. Awans został ogłoszony 9 listopada 2007 w Warszawie, w trakcie uroczystości „Katyń Pamiętamy – Uczcijmy Pamięć Bohaterów”.

## Ordery i odznaczenia
- Krzyż Walecznych czterokrotnie[2][25][26]
- Złoty Krzyż Zasługi[2]
- Medal Niepodległości – 8 listopada 1937 „za pracę w dziele odzyskania niepodległości”[27][1][28]
- Medal Pamiątkowy za Wojnę 1918–1921[2]